# Donjon (Aron)
Der Donjon ist ein kleiner Fluss in Frankreich, der im Département Nièvre in der Region Bourgogne-Franche-Comté verläuft. Er entspringt unter dem Namen Ruisseau d’Ozon im südlichen Gemeindegebiet von Fours, entwässert generell Richtung Nordwest und mündet nach rund 16 Kilometern an der Gemeindegrenze von Verneuil und Champvert als linker Nebenfluss in den Aron. Im Mündungsabschnitt quert der Donjon die Bahnstrecke Nevers–Chagny.

## Orte am Fluss
(Reihenfolge in Fließrichtung)
- La Champ Donjon, Gemeinde Fours
- Le Chenil des Chiens, Gemeinde Saint-Hilaire-Fontaine
- Briffault, Gemeinde Cercy-la-Tour
- Domaine Bourgeon, Gemeinde Charrin
- Le Creuzet, Gemeinde Champvert
- Chez Lebrun, Gemeinde Verneuil